# Pagan (eiland)
Pagan is een Oceanisch eiland, onderdeel van de regio Micronesië. Staatkundig gezien is het eiland een onderdeel van het Amerikaanse gebiedsdeel Noordelijke Marianen in de Grote Oceaan. Het is een van de toppen van vijftien vulkanische bergen die de eilandengroep de Marianen vormen. Pagan ligt ten noorden van het eiland Alamagan en ten zuiden van het eiland Agrihan.
Pagan heeft een oppervlakte van 48,3 km² en het hoogste punt is 574 m. Op 31 oktober 2007 werd het eiland getroffen door een aardbeving.

## Flora en fauna
Er komt slechts één zoogdier voor, de vleermuis Pteropus mariannus.